# Pleurothallis barbata
Pleurothallis barbata är en orkidéart som beskrevs av Frederic Westcott. Pleurothallis barbata ingår i släktet Pleurothallis och familjen orkidéer. Inga underarter finns listade i Catalogue of Life.